# ソコト
ソコト（Sokoto）は、ナイジェリア北西部の都市。人口427,760人（2006年）。ソコト州の州都で、かつてのソコト帝国の首都である。ハウサ族およびフラニ族が多い。

## 地理
ニジェール川支流のソコト川とリマ川の合流点の南に位置する。
ソコトはサバナ気候に属し、サヘル地帯にある。

## 歴史
ソコトはハウサ諸王国のひとつ・ゴビールに属する都市として栄えた。13世紀には、サハラ交易の中心地として、砂漠越えのキャラバンでにぎわった。
1809年、ウスマン・ダン・フォディオのジハード（en:Fula jihads）によってハウサ諸王国が滅ぼされると（フラニ戦争, 1804年 – 1808年）、ウスマンはソコト帝国の首都をソコトにおき、ほぼ100年間、ソコトはこの地域の中心として繁栄した。
1903年にイギリス王立ニジェール会社の高等弁務官で王立西アフリカ辺境軍（RWAFF）を組織したフレデリック・ルガードによって征服され、北部ナイジェリア保護領となった。

## 産業
ソコト市内には皮革産業があり、周辺地域ではサトウキビ、米、タバコが栽培されている。